# Illosporiopsis
Genre
Illosporiopsis est un genre de champignon parasite de certain lichens (comme Physcia ou Xanthoria), de l’ordre des Hypocreales et dont le placement dans une famille est incertain (incertae sedis). Il est reconnaissable a sa couleur rose.

## Liste d'espèces
Selon BioLib (7 février 2021) et Index Fungorum (7 février 2021) :
- Illosporiopsis christiansenii (B.L. Brady & D. Hawksw.) D. Hawksw. 2001